# Fíkovna

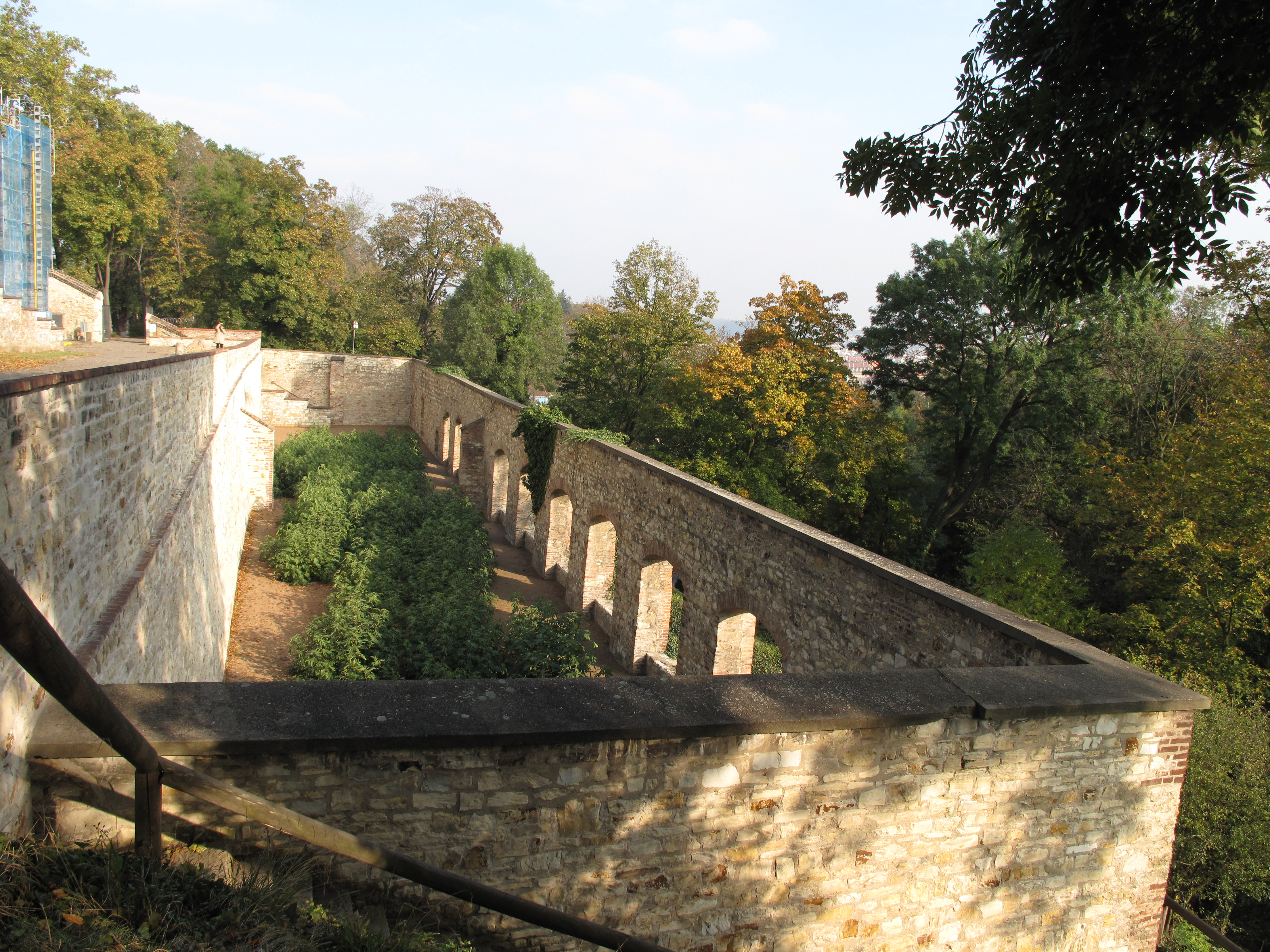
Fíkovna v Královské zahradě Pražského hradu

Fíkovna je označení pro místo, kde se pěstují fíky v místech, kde není fíkovník smokvoň (Ficus carica) původem. Stavba má zezadu a po stranách stěnu, zpředu (z jihu) a shora skleněná okna, která se v létě odstraňují. K urychlení zrání plodů se do fíkovny umisťují větší kamna, v nichž se v zimě topí. Smokvoně jsou zde zasazeny pravidelně v půdě. Fíkovny se zřizovaly již od středověku při panských zahradách.

## Fíkovny
- Dobříš, okres Příbram
- Liběchov, okres Mělník
- Lomnice, okres Brno-venkov
- Lysice, okres Blansko
- Pražský hrad, Praha 1-Hradčany